# Antonio Leaño
Antonio Leaño Álvarez del Castillo fue un licenciado en derecho y Rector Vitalicio de la Universidad Autónoma de Guadalajara.

## Biografía
Nació en Guadalajara, Jalisco, el 10 de enero de 1916, siendo hijo de Nicolás Leaño Valadez y Juana Álvarez del Castillo Velasco. Fue formado en colegios maristas y jesuitas. En 1935 inició un movimiento a favor de la autonomía universitaria y la libertad de cátedra, lo que culminó en la fundación de la Universidad Autónoma de Occidente, luego llamada Universidad Autónoma de Guadalajara. Leaño Álvarez del Castillo además desarrolló actividades agroindustriales en Colima. En 1999, fue nombrado rector en substitución de Luis Garibay Gutiérrez. Su hijo Antonio Leaño Reyes fue nombrado Rector en 2005. El fundador falleció el 3 de julio de 2010.

## Historia de la Universidad Autónoma de Guadalajara
El 3 de marzo de 1935 un grupo de jóvenes encabezados por Carlos Cuesta Gallardo, Ángel Leaño Álvarez del Castillo y Antonio Leaño Álvarez del Castillo, apoyados por profesores universitarios y gran parte de la sociedad tapatía, se opusieron a la educación socialista y decidieron formar la Universidad Autónoma de Guadalajara, naciendo así la primera universidad privada de México.